# Dysmorodrepanis munroi
Dysmorodrepanis munroi là một loài chim trong họ Fringillidae.

## Hình ảnh

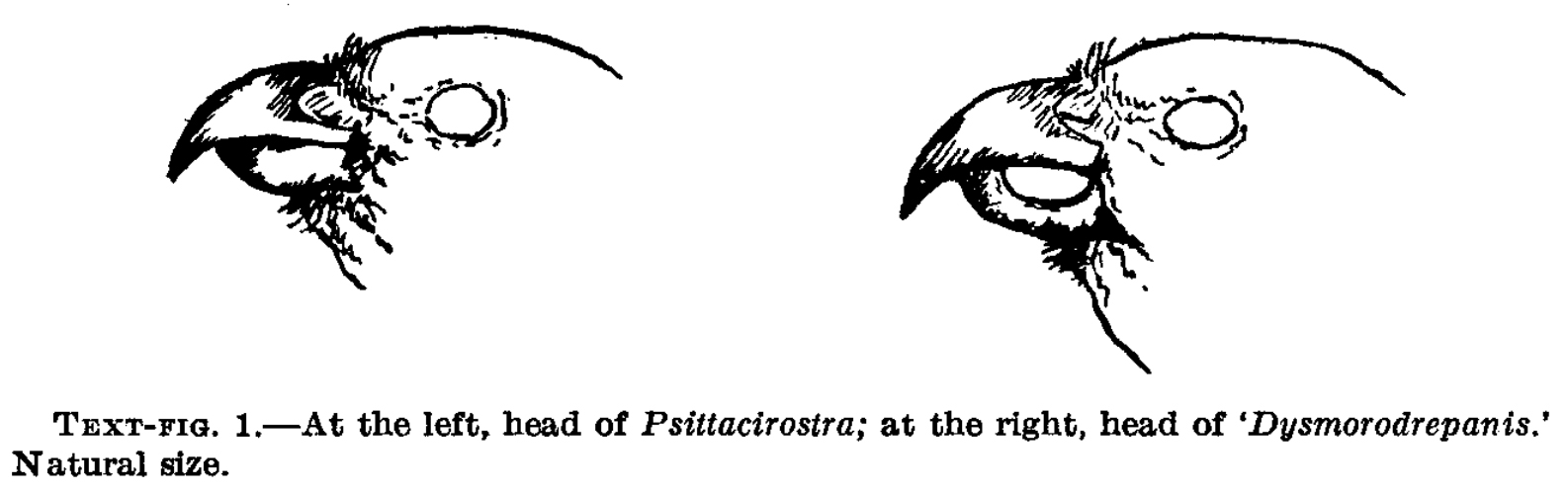
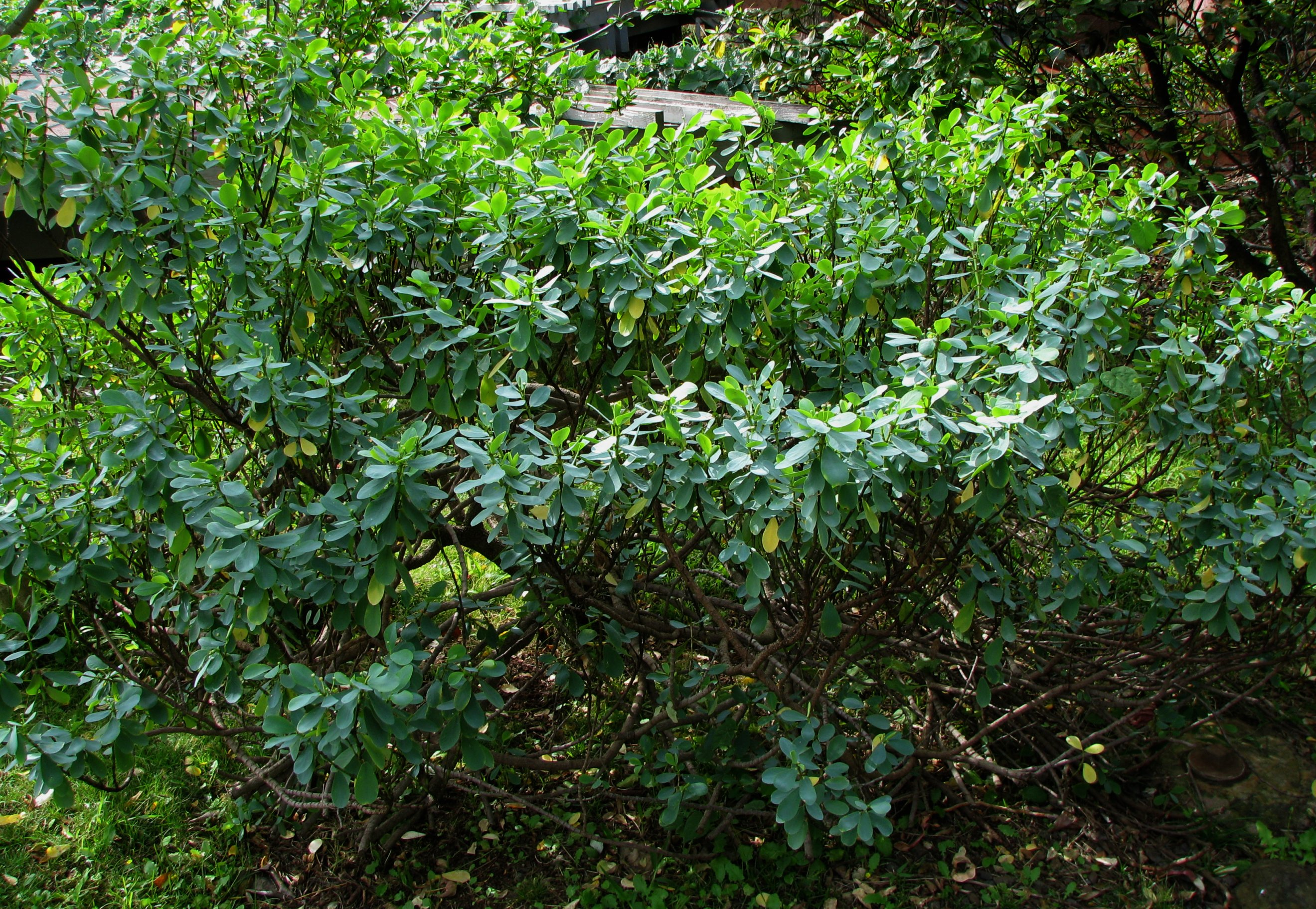